# Bí thư tào
Bí thư tào (秘書曹, Palace Library Section) là một trong 4 tào Nội các (Bí thư tào, Biểu bạ tào, Thừa vụ tào, Thượng bảo tào) thời Nguyễn Minh Mạng. Bí thư tào coi giữ việc chép các thơ văn ngự chế, bảo quản các văn bản quan trọng như công văn bang giao với các nước, bản đồ quốc gia, các thư tịch công.
Tiền thân Bí thư tào là Đồ thư tào, lập vào năm Minh Mạng 10 (1829) khi cơ quan Nội Các được thành lập.
Năm Minh Mạng 17 (1836), Đồ thư tào đổi tên là Bí thư tào.
Năm Thiệu Trị 4 (1844), Bí thư tào được đổi tên thành Bí thư sở.